# Liste der Meilensteine an der Bundesstraße 5 in Mecklenburg

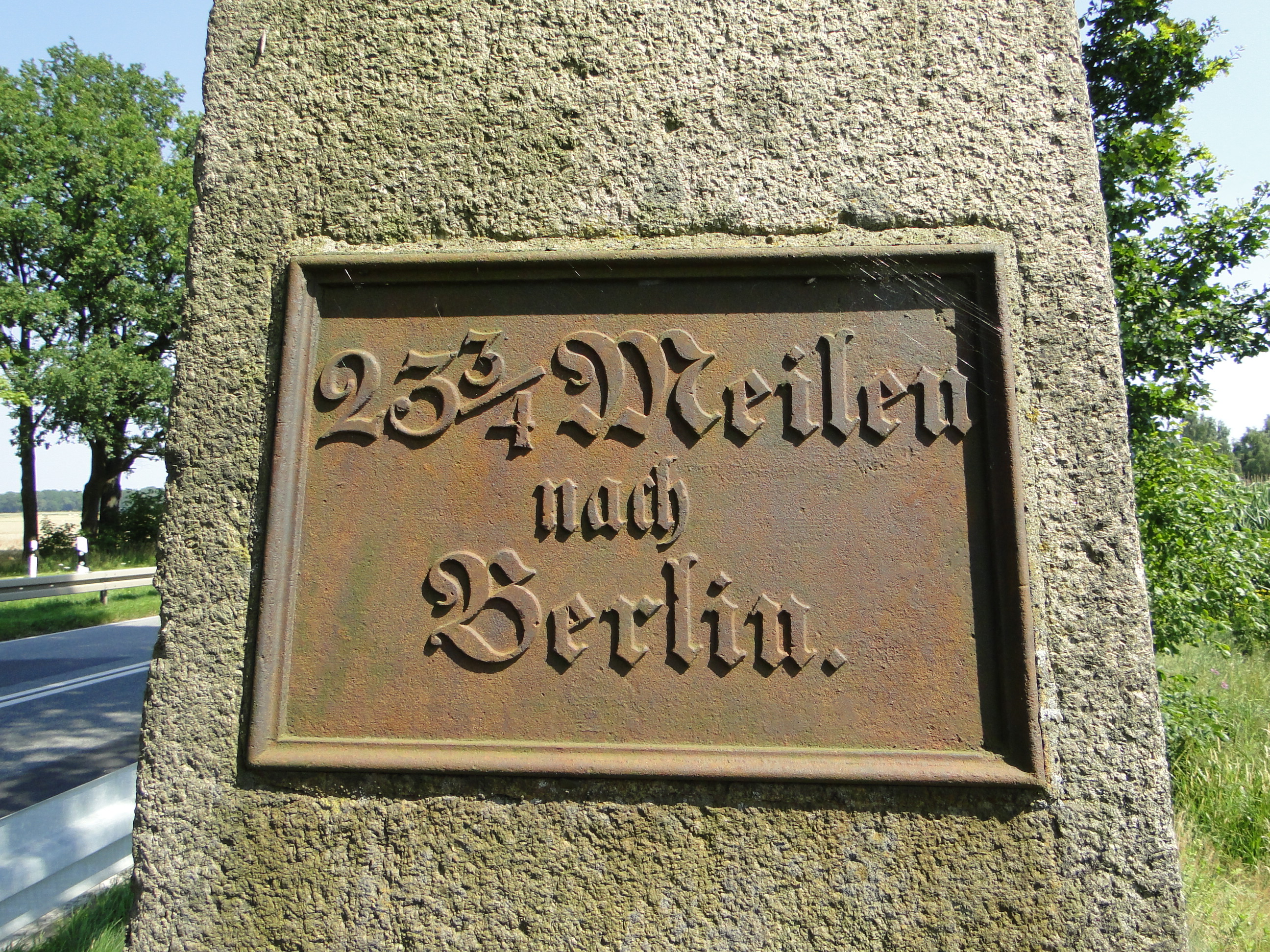
Entfernungsangabe nach Berlin am Meilenstein in Lindenkrug

Die Liste der Meilensteine an der Bundesstraße 5 in Mecklenburg ist eine tabellarische Auflistung der Ganz- und Halbmeilensteine am mecklenburgischen Abschnitt der ehemaligen Chaussee zwischen Hamburg und Berlin, die jetzt Teil der Bundesstraße 5 ist. Wegen des Baus von Ortsumgehungen in Boizenburg und Grabow wurde der Verlauf der B 5 dort verlegt und die Steine standen oder stehen am ehemaligen Straßenverlauf. Nach Fertigstellung der in diesem Abschnitt parallel verlaufenden A 14 im Jahr 2017 wurde die B 5 zwischen der Anschlussstelle Grabow und der Landesgrenze zu Brandenburg zur Landesstraße 072 abgestuft.
Aus der Zeit des Chausseebaus sind in Mecklenburg Meilen- und Halbmeilensteine erhalten geblieben. Auf den Ganzmeilensteinen befinden sich gusseiserne Tafeln mit Entfernungsangaben nach Berlin, Hamburg und Ludwigslust. Der Hauptmeilenstein in Ludwigslust ist der höchste und älteste Meilenstein Mecklenburg-Vorpommerns.
1 Preußische Meile = 7,5325 km, Deutsche Land(es)meile (Dänemark, Hamburg, Preußen)
| Lage                                                              | Koordinaten | Art | Entfernung nach Berlin in Meilen | Entfernung nach Hamburg in Meilen | Entfernung nach Ludwigslust in Meilen | Bild | weitere Bilder |
| ----------------------------------------------------------------- | --- | --- | -------------------------------- | --------------------------------- | ------------------------------------- | ---- | -------------- |
| zwischen Lauenburg und Horst                                      | 53,37599° N, 10,6078° O | Halbmeilenstein | -                                | -                                 | -                                     |      | Bilder         |
| zwischen Horst und Vier                                           | 53,37418° N, 10,66385° O | Meilenstein | 30¾                              | 8                                 | 8                                     |      | Bilder         |
| Boizenburg/Elbe, nähe Hafen                                       | nicht mehr vorhanden, wohl zwischen Oktober 1937 bis 1938 beim Bau des neuen Empfangs- und Verwaltungsgebäudes der Stadtbahn entfernt | Halbmeilenstein | -                                | -                                 | -                                     |      |                |
| Boizenburg-Bahnhof am ehemaligen Chausseeverlauf, nicht an der B5 | 53,38039° N, 10,7692° O | Meilenstein | 29¾                              | 9                                 | 7                                     |      | Bilder         |
| zwischen Zahrenstorf und Dersenow                                 | 53,39242° N, 10,81866° O | Halbmeilenstein | -                                | -                                 | -                                     |      |                |
| bei Dersenow                                                      | 53,38159° N, 10,87208° O | Meilenstein | 28¾                              | 10                                | 6                                     |      | Bilder         |
| zwischen Dersenow und Vellahn                                     | 53,38774° N, 10,92572° O | Halbmeilenstein | -                                | -                                 | -                                     |      |                |
| bei Vellahn                                                       | 53,39523° N, 10,97998° O | Meilenstein | 27¾                              | 11                                | 5                                     |      | Bilder         |
| zwischen Vellahn und Pritzier                                     | 53,39831° N, 11,03619° O | Halbmeilenstein | -                                | -                                 | -                                     |      |                |
| Pritzier                                                          | 53,37723° N, 11,08205° O | Meilenstein | 26¾                              | 12                                | 4                                     |      | Bilder         |
| zwischen Goldenitz und Neuenrode                                  | 53,36415° N, 11,12854° O | Halbmeilenstein | -                                | -                                 | -                                     |      |                |
| zwischen Neuenrode und Redefin                                    | 53,35448° N, 11,17785° O | Meilenstein | 25¾                              | 13                                | 3                                     |      | Bilder         |
| zwischen Redefin und Groß Krams                                   | 53,34311° N, 11,23081° O | Halbmeilenstein | -                                | -                                 | -                                     |      | Bilder         |
| zwischen Groß Krams und Kummer                                    | 53,335° N, 11,28516° O | Meilenstein | 24¾                              | 14                                | 2                                     |      |                |
| bei Neu Krenzlin                                                  | 53,3314° N, 11,34145° O | Halbmeilenstein | -                                | -                                 | -                                     |      | Bilder         |
| Lindenkrug (Kummer)                                               | 53,32537° N, 11,39691° O | Meilenstein | 23¾                              | 15                                | 1                                     |      | Bilder         |
| zwischen Kummer und Ludwigslust                                   | 53,31662° N, 11,45179° O | Halbmeilenstein | -                                | -                                 | -                                     |      |                |
| Ludwigslust                                                       | 53,32133° N, 11,49735° O | Hauptmeilenstein (im Gegensatz zu Meilensteinen zusätzliche Tafeln: 4½ Meilen nach Dömitz, 4¾ Meilen nach Schwerin) | 22¾                              | 16                                | -                                     |      | Bilder         |
| zwischen Ludwigslust und Grabow                                   | an der Strecke nicht mehr vorhanden                                                                                                   | Halbmeilenstein | -                                | -                                 | -                                     |      |                |
| Grabow, ehemaliger Chausseeverlauf, nicht an der B5/L 072         | 53,2718° N, 11,56705° O | Meilenstein | 21¾                              | 17                                | 1                                     |      | Bilder         |
| Kremmin (L 072)                                                   | 53,24314° N, 11,59413° O | Halbmeilenstein | -                                | -                                 | -                                     |      |                |